# 18-я гвардейская бомбардировочная авиационная дивизия
18-я гвардейская бомбардировочная авиационная Орловско-Будапештская дивизия (18-я гв. бад) — авиационное соединение Военно-Воздушных сил (ВВС) Вооружённых Сил РККА бомбардировочной авиации, принимавшее участие в боевых действиях Великой Отечественной войны на самолётах Ер-2.

## История наименований дивизии
- 8-я гвардейская авиационная дивизия дальнего действия;
- 8-я гвардейская авиационная Орловская дивизия дальнего действия;
- 18-я гвардейская бомбардировочная авиационная Орловская дивизия;
- 18-я гвардейская бомбардировочная авиационная Орловско-Будапештская дивизия.

## История и боевой путь дивизии

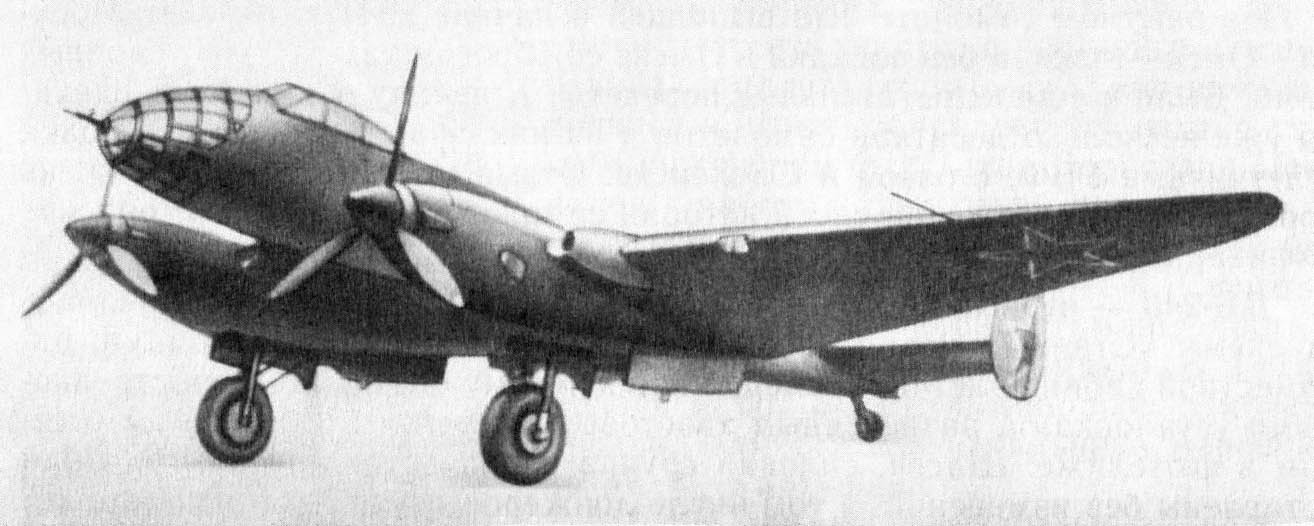
Самолёт Ер-2. На этот самолёт переучились все полки дивизии

18-я гвардейская бомбардировочная авиационная Орловская дивизия 26 декабря 1944 года преобразована из 8-й гвардейской авиационной Орловской дивизии Дальнего действия Директивой Генерального Штаба № орг.10/315706 от 26 декабря 1944 года и вошла в состав 2-го гвардейского бомбардировочного авиационного корпуса.
До апреля 1945 года дивизия находилась в составе 18-й воздушной армии. С 30 марта 1945 года дивизия вошла в боевой состав 2-го гвардейского бомбардировочного авиационного корпуса 18-й воздушной армии, в котором прошла дальнейший боевой путь. Сразу после вхождения в состав корпуса дивизия приняла участие в Кенигсбергской операции. За образцовое выполнение заданий командования при овладении городом Будапешт приказом Народного комиссара обороны СССР № 064 от 5 апреля 1945 года на основании Приказа ВГК № 277 от 13 февраля 1945 года дивизия получила почётное наименование «Будапештская».
По состоянию на 1 апреля 1945 года полки дивизии были сосредоточены на аэродромах: Белая Церковь (327-й и 332-й бап), 16 марта 329-й бомбардировочный авиационный полк с Борисполь перебазировался на аэродром Белая Церковь, Умань (328-й бап). Летный состав дивизии в боях не участвовал, проходя переучивание на самолёты Ер-2 в составе 143-х экипажей, из них 50 опытных экипажей и 93 молодых экипажа. Всего в дивизии насчитывалось 59 боевых самолётов, из них 37 исправных.
С 17 апреля дивизия приняла участие в боевых действиях в составе корпуса, нанося удары по важным объектам противника в районе порта Свинемюнде и в районе Кёнигсберга и Данцига. Весь период боевых действий дивизия проводила войсковые испытания самолёта Ер-2 в боевых условиях.

### Участие в операциях и битвах
- Кенигсбергская операция — с 6 апреля 1945 года по 9 апреля 1945 года.
- Берлинская операция — с 17 апреля 1945 года по 8 мая 1945 года.

### В действующей армии
В составе действующей армии дивизия находилась с 17 апреля 1945 года по 9 мая 1945 года.

### Командир дивизии
| Звание                           | Имя                        | Период                                   | Примечание |
| -------------------------------- | -------------------------- | ---------------------------------------- | ---------- |
| Полковник, Генерал-майор авиации | Тихонов Василий Гаврилович | 26 декабря 1944 года — декабрь 1946 года |            |

### В составе объединений
| Дата          | Армия (командование)                | Корпус (армия)                                      |
| ------------- | ----------------------------------- | --------------------------------------------------- |
| 26.12.1944 г. | 18-я воздушная армия                |                                                     |
| 30.03.1945 г. | 18-я воздушная армия                | 2-й гвардейский бомбардировочный авиационный корпус |
| 09.05.1945 г. | 18-я воздушная армия                | 2-й гвардейский бомбардировочный авиационный корпус |
| 10.06.1945 г. | 18-я воздушная армия                | 2-й гвардейский бомбардировочный авиационный корпус |
| 01.04.1945 г. | 2-я воздушная армия дальней авиации | 2-й гвардейский бомбардировочный авиационный корпус |
| 01.12.1946 г. | 2-я воздушная армия дальней авиации | 2-й гвардейский бомбардировочный авиационный корпус |

### Послевоенная история дивизии
После окончания войны дивизия входила в состав 2-го гвардейского бомбардировочного авиационного корпуса 18-й воздушной армии. Весь послевоенный период дивизия продолжала проводить войсковые испытания самолёта Ер-2. Постановлением ГКО СССР 24 августа 1945 г. прекращены испытания Ер-2. Это решение было предопределено отрицательными результатами войсковых испытаний, закончившихся в дивизии. В 1946 году часть полков дивизии была расформирована, часть переданы в другие дивизии. Сама дивизия к декабрю 1946 года расформирована в составе 2-го гвардейского бомбардировочного авиационного корпуса 18-й воздушной армии.

## Части и отдельные подразделения дивизии
За весь период своего существования боевой состав дивизии претерпевал изменения:
| Период                        | Наименование                            | Вооружение                    |
| ----------------------------- | --------------------------------------- | ----------------------------- |
| 26.12.1944 — 21.12.1945 г.    | 327-й бомбардировочный авиационный полк | Ер-2, убыл в состав 334-й бад |
| 21.12.1945 г. — 20.02.1949 г. | 328-й бомбардировочный авиационный полк | Ер-2, убыл в состав 326-й бад |
| 26.12.1944 — 25.05.1946 г.    | 329-й бомбардировочный авиационный полк | Ер-2, расформирован           |
| 26.12.1944 — 18.06.1946 г.    | 332-й бомбардировочный авиационный полк | Ер-2, расформирован           |

## Почётные наименования
- 18-й гвардейской бомбардировочной авиационной Орловской дивизии присвоено почётное наименование «Будапештская»[5].

## Благодарности Верховного Главнокомандующего
Воинам дивизии объявлены благодарности Верховного Главнокомандующего:
- За отличие в боях при овладении крепостью и главным городом Восточной Пруссии Кенигсберг — стратегически важным узлом обороны немцев на Балтийском море[6].
- За отличие в боях при овладении городами Франкфурт-на-Одере, Вандлитц, Ораниенбург, Биркенвердер, Геннигсдорф, Панков, Фридрихсфелъде, Карлсхорст, Кепеник и вступление в столицу Германии город Берлин[7].

## Герои Советского Союза
- Кондратович, Никита Ульянович, капитан, командир эскадрильи 332-го бомбардировочного авиационного полка.
- Паничкин, Николай Степанович, капитан, заместитель по радионавигации штурмана 329-го бомбардировочного авиационного полка.

## Базирование
| Период            | Аэродром                      |
| ----------------- | ----------------------------- |
| 03.1945 — 12.1946 | Белая Церковь, Украинская ССР |